# Primera División 1897
In 1897 werd het zesde seizoen gespeeld van de Primera División, de hoogste voetbaldivisie van Argentinië. Lomas AC werd kampioen. 

## Eindstand
| Plaats | Club                  | Wed. | W  | G | V  | Saldo | Ptn. |
| ------ | --------------------- | ---- | -- | - | -- | ----- | ---- |
| 1º     | Lomas Athletic        | 12   | 9  | 2 | 1  | 55:9  | 20   |
| 1º     | Lanús Athletic        | 12   | 10 | 0 | 2  | 39:8  | 20   |
| 3º     | Belgrano Athletic     | 12   | 9  | 1 | 2  | 47:15 | 19   |
| 4º     | Flores Athletic Club  | 12   | 6  | 1 | 5  | 44:22 | 13   |
| 5º     | Palermo Athletic      | 12   | 4  | 0 | 8  | 11:50 | 8    |
| 6º     | Belgrano Athletic "B" | 12   | 1  | 1 | 10 | 10:56 | 3    |
| 7º     | Banfield Athletic     | 12   | 0  | 1 | 11 | 6:52  | 1    |

|  | Gekwalificeerd voor finale |

### Finale
| Wedstrijd 1    | Wedstrijd 1 | Wedstrijd 1    | Wedstrijd 1    | Wedstrijd 1 | Wedstrijd 1 |
| Team 1         | Resultaat   | Team 2         | Stadion        | Datum       |             |
| -------------- | ----------- | -------------- | -------------- | ----------- | ----------- |
| Lomas Athletic | 1 - 1       | Lanús Athletic | Lomas Athletic | 8 september |             |

| Wedstrijd 2    | Wedstrijd 2 | Wedstrijd 2    | Wedstrijd 2    | Wedstrijd 2  | Wedstrijd 2 |
| Team 1         | Resultaat   | Team 2         | Stadion        | Datum        |             |
| -------------- | ----------- | -------------- | -------------- | ------------ | ----------- |
| Lomas Athletic | 0 - 0       | Lanús Athletic | Lomas Athletic | 12 september |             |

| Wedstrijd 3    | Wedstrijd 3 | Wedstrijd 3    | Wedstrijd 3    | Wedstrijd 3  | Wedstrijd 3 |
| Team 1         | Resultaat   | Team 2         | Stadion        | Datum        |             |
| -------------- | ----------- | -------------- | -------------- | ------------ | ----------- |
| Lomas Athletic | 1 - 0       | Lanús Athletic | Lomas Athletic | 19 september |             |